# Park Krakowski im. Marka Grechuty
Park Krakowski im. Marka Grechuty – zabytkowy park miejski w Krakowie, znajdujący się w dzielnicy V Krowodrza pomiędzy ulicami Czarnowiejską (na południu), Karola Szymanowskiego (na zachodzie), placem Inwalidów, Królewską (na północy) i aleją Adama Mickiewicza (na wschodzie). Powierzchnia parku wynosi 5,34 ha, według innych źródeł 4,77 ha.

## Historia
Park został założony poza ówczesnymi granicami Krakowa, na terenie Czarnej Wsi oraz w niewielkim zakresie Nowej Wsi przez Stanisława Rehmana – przedsiębiorcę oraz restauratora, a także w owym czasie radnego miejskiego jako odpowiedź na potrzeby nowego miejsca wypoczynku i rozrywki mieszkańców Krakowa. W 1885 roku Rehman wydzierżawił od wojska z przeznaczeniem na park obszar o powierzchni ok. 7 ha w pasie fortyfikacyjnym u wylotu ulicy Karmelickiej. Park został otwarty w 1887 roku.
Na podstawie studiów historycznych wyodrębnia się cztery fazy rozwoju Parku Krakowskiego.

### Faza I
Trwała od 1885 do ok. 1938 roku. Park Krakowski miał wówczas charakter zapewniającego mieszkańcom rozrywki ogrodu ludowego (tzw. „foksal”), powstałego na wzór wiedeńskich. Dominowała kompozycja geometryczna, w której w północnej części parku zlokalizowano centralny ośmiokątny plac i obiekty rozrywkowe m.in. restaurację, kawiarnię, cukiernię, pawilony muzyczne, huśtawki, kręgielnię, pływalnię, kapliczkę, a także zimową ślizgawkę i Teatr Letni. Ów teatr, znany również pod nazwą Rozmaitości lub Ludowy, zlokalizowany przy głównym wejściu od strony ulicy Karmelickiej został uruchomiony w 1893 roku. To właśnie na tej scenie dnia 23 lipca 1898 roku odbyła się prapremiera wodewilu Konstantego Krumłowskiego pt. „Królowa przedmieścia”. Początkowo był niewielkim drewnianym budynkiem z małą sceną, rozbudowywanym jednak stopniowo w latach 1896, 1902, 1905 i 1907. W 1914 roku widownia była w stanie pomieścić już 634 widzów na miejscach siedzących i ok. 120 na miejscach stojących. Dyrektorem teatru w tamtych czasach był Edmund Rygier. W sierpniu tego samego roku, teatr został przeniesiony na ulicę Rajską. Pomieszczenie zajmowane przez Teatr Letni było później używane przez operetkę. Kompozycja środkowej części zawierała mniej obiektów budowlanych, a funkcję bardziej spacerową zawartą w siedmiu równoległych ścieżkach poprzecinanych poprzecznymi. W tej części znajdował się prostokątny staw. W południowej części parku, przy dzisiejszej ulicy Czarnowiejskiej znajdował się budynek rogatki Czarnowiejskiej oraz zabudowania gospodarcze i ogrody warzywne. W zachodniej części, od strony obecnej ulicy Szymanowskiego usytuowano obszar przeznaczony do ćwiczeń fizycznych, na którym w 1905 roku urządzono niewielki zwierzyniec, będący własnością Antoniego Musiołka. Na otoczonym parkanem terenie pokazywano m.in. lamy, niedźwiedzie, wilki, pumę, lamparta, borsuki, lisy, sarny, jelenie, bizona i jeżozwierze, a także ptaki w klatkach jak orły, ary, puchacze, kakadu, bażanty, gołębie i kury. Menażeria w tym kształcie istniała do 1914 roku. Później na tym obszarze usytuowane zostały ujeżdżalnia i korty tenisowe.
Od północnej strony park przylegał do Bastionu II „Nowowiejskiego”, od wschodu do wału fortecznego na którym niedługo po założeniu parku ułożono tory Kolei Cyrkumwalacyjnej, od zachodu z kolei do odnogi Młynówki Królewskiej, której wody zasilały staw w parku. W 1886 roku uruchomiona została druga linia tramwaju konnego na trasie Rynek Główny – ulica Szewska – Park Krakowski, co przełożyło się na większe grono odwiedzających park mieszkańców Krakowa. 16 maja 1901 roku linia została włączona do trakcji elektrycznej.
W 1906 roku Park Krakowski, w wyniku wykupienia przez gminę od wojska terenów starych pasów fortyfikacyjnych stał się własnością miasta. W 1909 roku w ramach realizacji Planu regulacyjnego Wielkiego Krakowa przyłączono w granice miasta Czarną Wieś, na terenie której znajdował się Park Krakowski. W 1910 roku rozstrzygnięto konkurs urbanistyczny w ramach którego zgłaszane były różne koncepcje zagospodarowania przestrzennego dla Parku Krakowskiego i rejonu nowo przyłączonej do miasta Czarnej Wsi i Nowej Wsi oraz późniejszych Alei Trzech Wieszczów. Wśród nadesłanych prac pojawiały się propozycje realizacji gmachu Teatru Ludowego na Placu Inwalidów w sąsiedztwie parku, propozycja Jana Rakowicza, autora II nagrody w konkursie zakładała przekształcenie Parku Krakowskiego na wielki ogród zoologiczny, a także koncepcja laureata III nagrody, Stanisława Golińskiego, która przewidywała przekształcenie parku na Ogród Wyspiańskiego z pomnikiem poety. Pojawiały się także propozycje przedłużenia ulicy Kochanowskiego w kierunku Czarnej Wsi wraz z przecięciem nią parku. W 1911 roku zlikwidowano Kolej Cyrkumwalacyjną i na jej miejscu zaczęto wytyczać Aleje Trzech Wieszczów. Od lat 20. XX wieku, aż do końca lat 30. sukcesywnie trwa zabudowa modernistycznymi kamienicami ulic graniczących z parkiem – Szymanowskiego, Lea, Placu Inwalidów i dogęszczanie zabudowy Alei Mickiewicza. W latach 20. pojawił się również niezrealizowany plan całkowitego zabudowania Parku Krakowskiego budynkami administracyjnymi, mieszkalnymi i użyteczności publicznej. Z dawnego układu zachowane miałyby być jedynie pływalnia i staw. W latach 30. w związku z rozbudową i regulacją miasta, park zmniejszył swoje rozmiary z pierwotnych 7 ha o ok. 2 ha. W okresie międzywojennym park wciąż pełnił funkcję wyłącznie sportowo-rozrywkową, w związku z tym prezentował w swojej kompozycji mniej ozdobnych roślin oraz krzewów czy bylin.

### Faza II
Trwała od ok. 1938 do ok. 1950 roku. W związku z zabudową dzielnicy w okresie międzywojennym nowymi, modernistycznymi budynkami mieszkalnymi, o jak na owe czasy wysokim standardzie, dotychczasowa rozrywkowo-ludowa funkcja parku przestała być dla niego adekwatna. Pomimo tego, że pierwsze próby zmiany charakteru parku były już czynione od 1910 roku w ramach regulacji dzielnicy, dopiero w latach 1937/1938 w programie inwestycyjnym miasta Krakowa została wygospodarowana kwota 130 000 zł według kosztorysu Zarządu Ogrodów na przebudowę Parku Krakowskiego. W tym też okresie powstał projekt sporządzony przez Wydział Budownictwa Urzędu Zabudowy Miasta, który zakładał całkowitą zmianę kompozycji i funkcji parku. Kompozycja miała zostać zmieniona z geometrycznej na bardziej swobodną, a funkcja z rozrywkowej na spacerowo-wypoczynkową. Wcześniejsze, proste alejki zastąpiły nowe, krzywoliniowe, prowadzone czasem w oparciu o te wcześniejsze. W parku usunięte zostały wszystkie budynki włącznie z pływalnią. Pozostawione zostały jedynie stróżówka, transformator oraz staw, który jednak miał ulec przebudowie i powiększeniu. Zaprojektowano na stawie dwie wyspy: „gruszkowatą”, podłużną obsadzoną drzewami i kolistą z mostkiem i altaną. Owa kolista wyspa została umiejscowiona w projekcie dokładnie w miejscu kolistego trawnika z basenem z I fazy, więc była to w pewnym zakresie rzecz, która łączyła ze sobą te dwa układy. Zaprojektowano również w północnej części parku, naprzeciw wejścia głównego budynek kawiarni, którego podobnie jak i całości projektowego założenia stawu nigdy nie zrealizowano.
Prace budowlane trwały od 1938 roku do 1939, kiedy to przerwała je wojna. W czasach II wojny światowej i okupacji hitlerowskiej pewnych przekształceń w parku dokonali również Niemcy, ale z powodu zaistniałej sytuacji, oryginalnego projektu zagospodarowania parku z 1938 roku nigdy w pełni nie zrealizowano. Od dnia 20 czerwca 1942 roku Park Krakowski zaczął być przejmowany na wyłączne użytkowanie przez Niemców.

### Faza III
Trwała od ok. 1950 do 2017 roku. Po II wojnie światowej w związku z uprzednią zmianą charakteru dzielnicy i dalszą rozbudową miasta, park, który jeszcze pół wieku wcześniej znajdował się poza miastem, znalazł się w jego centrum. W okresie powojennym Park Krakowski zyskał jeszcze jedną funkcję – przelotową. Terenu, który duża liczba osób pokonywała tranzytem m.in. od strony węzła przesiadkowego przy Placu Inwalidów do obiektów kampusu Akademii Górniczo-Hutniczej. W związku z tym park posiadał 12 wejść, z których większość powstała po wojnie. Kompozycja przestrzenna i układ ścieżek pozostały prawie takie same jak w fazie II. Główne zmiany dokonane w parku w latach 50. wiążą się z przebudową stawu, na którym pojawiła się wyspa oraz fontanna oraz został on otoczony murkiem. Urządzono także elementy do zabaw dziecięcych oraz uzupełniono nasadzenia. W 1965 roku krakowska Spółdzielnia Pracy „Granit” w czynie spółdzielczym zrealizowała nowe schody w parku. W 1974 roku umieszczono w parku grupę rzeźb współczesnych wykonanych z metalu, kamienia oraz betonu. Nadały one Parkowi Krakowskiemu w pewien sposób formę plenerowej galerii sztuki. 14 lipca 1976 roku park wpisany został do rejestru zabytków. W latach 80. i 90. XX wieku pojawiły się nowe koncepcje na formę parku w tym projekt trasy rowerowej między Bulwarami wiślanymi, a osiedlem Krowodrza Górka, która miała przebiegać przez jego teren.
W 1994 roku opracowano koncepcję projektową na zlecenie Miejskiego Konserwatora Zabytków, która zawierała zintegrowanie Parku Krakowskiego z Placem Inwalidów, czyli dawną jego integralną częścią oraz uporządkowanie zieleni poprzez usunięcie samosiewów oraz drzew starych i chorych czy zbyt gęstych nasadzeń. Kompozycja miała pozostać w większości jako swobodna, z elementami kompozycji geometrycznej jedynie w okolicach placu zabaw. W kontekście komunikacji koncepcja zakładała redukcję ilości nowych wejść do parku od strony ulicy Szymanowskiego. W oparciu o koncepcję zagospodarowania parku z 1994 roku powstały następne w 2004 i 2011 roku. Zakładały one oprócz proponowanego również wcześniej zwiększenia udziału roślin bylinowych i okrywowych w kompozycji parku także ograniczenie ilości funkcji pełnionych przez park. W 2008 odnowiono staw oraz wyspę na nim i zainstalowano nowy wodotrysk.

### Faza IV
Trwa od 2017 roku. Kontynuacją wcześniejszych, długoletnich prac projektowych nad nową formą Parku Krakowskiego jest projekt rewitalizacji z lat 2016–2018. W jego zakresie znalazły się wszystkie zagadnienia związane z infrastrukturą parkową jak alejki, mała architektura, inwentaryzacja zieleni i konserwacja rzeźb przy jednoczesnym uczytelnieniu kompozycji wnętrz
parkowych i osi widokowych. Na podstawie tego projektu w 2017 roku ruszył generalny remont parku. W trakcie trwania remontu, wydane zostało Zarządzenie Nr 1097/2018 Prezydenta Miasta Krakowa z dnia 30.04.2018 roku w sprawie przyjęcia i przekazania pod obrady Rady Miasta Krakowa projektu uchwały Rady Miasta Krakowa w sprawie nadania Parkowi Krakowskiemu imienia Marka Grechuty, a także przyjęcia regulaminu parku oraz określenia jego granic. Oficjalne otwarcie parku po renowacji miało miejsce 2 czerwca 2018 roku, podczas specjalnie zorganizowanego pikniku z obszerną ofertą warsztatowo-edukacyjną. Uroczystego otwarcia dokonał prezydent Krakowa Jacek Majchrowski.
Po remoncie Park Krakowski prezentuje się jako miejsce ekspozycji dziewiętnastu odnowionych rzeźb na tle gładkich powierzchni trawników. Wzbogacił się o łąki, złożone z wielu gatunków roślin bylinowych i barwnych kobierców kwiatowych, które ubogacają kolorystycznie dotychczas głównie zielony i monotonny krajobraz. Ścieżki zostały wyposażone w nowe nawierzchnie. głównie szutrowe. Na główniej i najbardziej uczęszczanej alei od wejścia głównego przy Placu Inwalidów w stronę ulicy Czarnowiejskiej pozostała ułożona nawierzchnia asfaltowa. Zainstalowano nowe ledowe latarnie. Pojawiła się nowa mała architektura: ławki, kosze na śmieci, stojaki rowerowe, stoły szachowe i piknikowe, stoły do ping-ponga, a także karmniki i budki lęgowe. Zmodernizowano także znajdujący się w zachodniej części parku, od strony ulicy Szymanowskiego plac zabaw. Pojawiły się gabinet grabowy z czytelnią i biblioteczką do wymiany książek i miejsce do gry w bule. Odnowiony staw z fontanną zmienił kolor misy z niebieskiego na szary. Ku większej dostępności parku dla osób z niepełnosprawnością od strony Placu Inwalidów zbudowano rampy. Park ma wydzieloną strefę dla palaczy. Remont kosztował ponad 6 mln złotych. Głównym projektantem przebudowy parku był mgr inż. arch. Artur Zaboklicki z biura projektowego Gajda Architektura Krajobrazu. Wykonawcą inwestycji była spółka Garden Designer Derkacz i Wspólnicy SJ Lublin.

## Roślinność

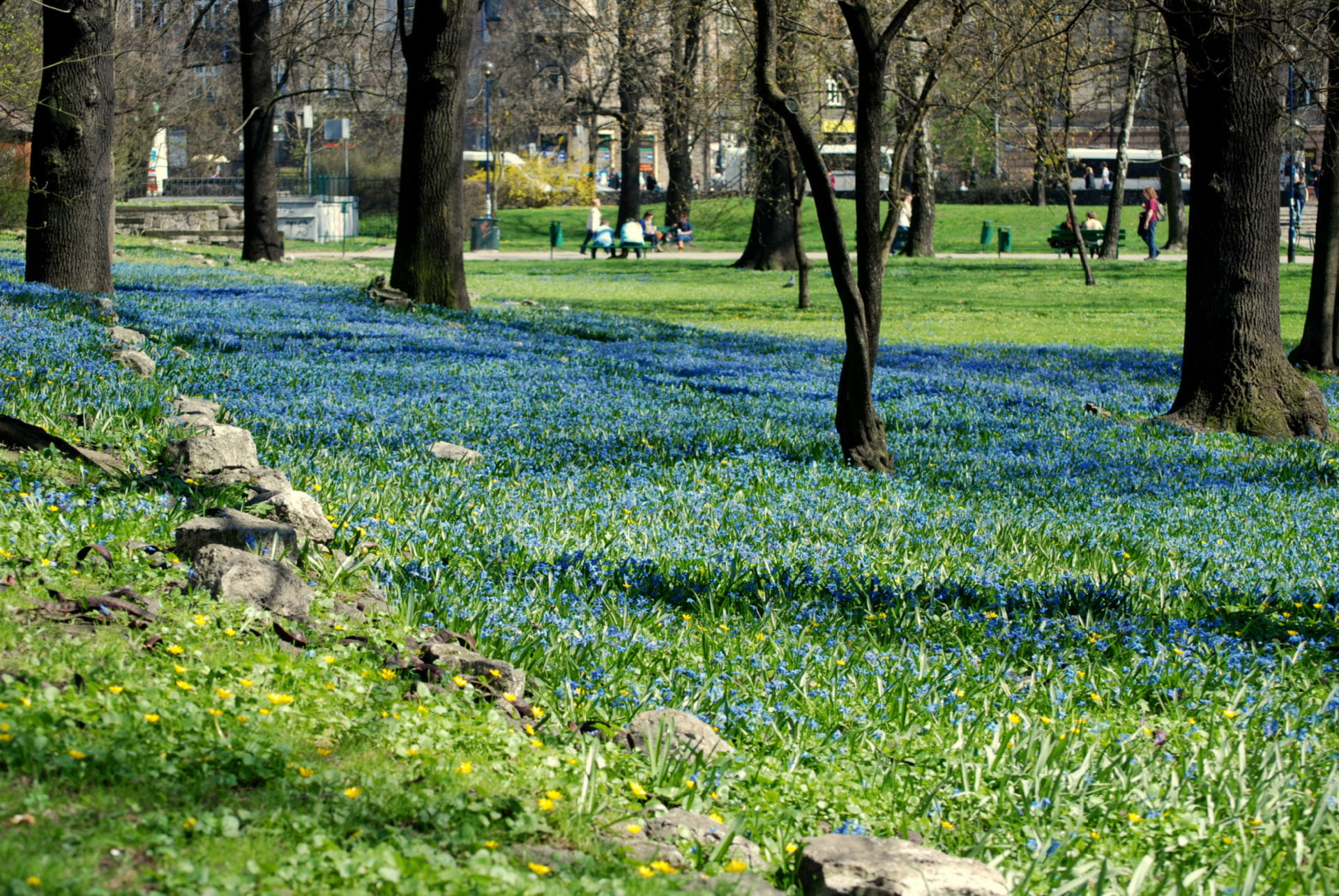
Cebulica syberyjska w Parku Krakowskim

Pierwotny charakter zieleni na terenie obecnego Parku Krakowskiego miał ścisły związek z naturalnymi terenami podmokłymi, przez które przepływały odnogi Młynówki Królewskiej. Charakterystycznymi gatunkami drzew dla takich obszarów są olcha czarna, wiąz szypułkowy i topola biała. Po założeniu parku, kiedy zaczęła się kształtować jego pierwsza, geometryczna kompozycja, sadzono drzewa rzędowo wzdłuż ścieżek – w przeważającej części jesiony i wiązy. Te rzędy nasadzeń ukazują przebiegi zlikwidowanych lub przekształconych na przestrzeni lat alejek. W II fazie kształtowania się parku jego krajobraz został urozmaicony o krzewy i drzewa egzotyczne, m.in. wiązowiec zachodni, lilak chiński, surmia bignoniowa, sosna wejmutka, jaśminowce, a także wzdłuż Alei Mickiewicza i stawu – topole włoskie. Po wojnie, w latach 50. po uporządkowaniu parku zwiększono w nim liczbę drzew i krzewów. Od tego czasu w kompozycji parkowej dominują rodzime gatunki drzew: lipy, jesiony wyniosłe, klony pospolite, wiązy szypułkowe, topole białe oraz olchy czarne. Jako tło występują grupy brzóz. Wśród składu gatunkowego roślin egzotycznych wyróżnić można tulipanowce amerykańskie, morwy białe, robinie akacjowe i glediczje trójcierniowe. W parku rośnie prawie 30 gatunków i odmian krzewów, m.in. gatunki dereni: biały, jadalny, świdwa. Wśród drzew iglastych na terenie parku występują modrzew europejski, świerk pospolity, świerk kłujący i jodła jednobarwna. Obszar Parku Krakowskiego jest gęsto zadrzewiony i cienisty – brak jest rozległych polan. Wzdłuż granic parku rosną żywopłoty.
W ramach remontu parku z lat 2017/2018 wprowadzono do drzewostanu jesiony wąskolistne, klony polne oraz lipy krymskie. W południowo-wschodniej części parku dosadzono kasztanowce. W środkowej i północnej części wprowadzono jabłonie, od strony zachodniej natomiast kaliny wonne. Od strony Alei Trzech Wieszczów utworzono szpaler krzewów z gatunku świdośliwa Lamarcka, uzupełniony o wcześniej istniejące w tym miejscu leszczyny pospolite, żylistki szorstkie, śnieguliczki białe, forsycje pośrednie i jaśminowce wonne. Jako dominanty w strefach porośniętych bylinami posadzono m.in. hortensje. Na obszarze parku stworzono łąki bylinowe zawierające sześć wiodących grup roślin: piwonie, liliowce, tawułki i świecznice, pióropuszniki i żywokosty, marzanki i kalimerisy oraz bodziszki i rdesty. Uzupełniono je roślinami cebulowymi: narcyzami, krokusami, cebulicami, śnieżyczkami i rannikami. W ten sposób zaprojektowane łąki zapewniają kwitnienie od wczesnej wiosny do późnej jesieni. Poszczególne gatunki roślin kwitnących na łąkach w parku są umieszczone w grupach, w określonych miejscach pod kątem reprezentowania danej grupy barw. W ten sposób od strony Placu Inwalidów wiodącymi roślinami są kwitnące na biało i niebiesko, wzdłuż Alei Mickiewicza te kwitnące w odcieniach bieli i czerwieni, nad stawem od Placu Inwalidów kwitnące na żółto, do strony ulicy Lea kwitnące w odcieniach jasnoniebieskich, natomiast w południowo-wschodniej części parku wiodącymi roślinami będą te kwitnące w odcieniach fioletu. Całości kompozycji roślinnej dopełniają dwa kwietniki na rośliny sezonowe. Blisko połowę powierzchni parku, ok. 2,45 ha stanowią trawniki.

## Rzeźby plenerowe
Stała galeria nowoczesnych rzeźb plenerowych jest ważnym elementem kompozycji Parku Krakowskiego. Galeria składa się z dwóch zespołów. Pierwszy był realizowany w latach 70. XX wieku i powstał w rezultacie przedsięwzięcia zatytułowanego „Projekt aranżacji plastycznej Parku Krakowskiego”. Realizacja tego projektu wiąże się z wieloletnimi staraniami, mającymi miejsce na początku lat 70., krakowskich rzeźbiarzy o pracownie twórcze. W październiku 1970 roku w hallu Kina „Kijów” odbyła się wystawa projektów rzeźb plenerowych. Zaprojektowane przez artystów rzeźby, często bez tytułów, charakteryzowały się czystą formą, mającą estetycznie wpisać się w pejzaż i go urozmaicić oraz ozdobić. Projektanci w ramach tego wydarzenia sami wybierali miejsca lokalizacji poszczególnych rzeźb. Miały być one przeciwwagą dla realistycznych lub symbolicznych pomników określonych postaci oraz rzeźb wystawowych, w założeniu będących nośnikami konkretnych treści. Po zaprezentowaniu koncepcji radnym Rady Narodowej Dzielnicy Zwierzyniec została ona przyjęta do realizacji. Plastykom udostępniono materiał (kamień, metal, drewno), a rada wykonała we własnym zakresie betonowe postumenty. Zespół artystów wykonał rzeźby w czynie społecznym i ofiarowano je za pośrednictwem Związku Polskich Artystów Plastyków. Przez ten sam związek twórców, miasto w geście rewanżu i wdzięczności przekazało artystom teren z przeznaczeniem na pracownie dla rzeźbiarzy przy ulicy Emaus na Zwierzyńcu. Pracownie te były już wykańczane i wyposażane na własny koszt przez samych plastyków. Owa kolekcja rzeźb została umieszczona w Parku Krakowskim w 1974 roku. Autorami przekazanych rzeźb byli m.in. Wincenty Kućma, Bogusław Gabryś, Krzysztof Kędzierski, Tadeusz Mazurek, Stanisław Plęskowski i Józef Sękowski. Jedna rzeźba pozostaje nieznanego autorstwa. Nie zachowały się natomiast prace Stefana Borzęckiego, Antoniego Hajdeckiego i Jana Sieka, z powodu zastosowania nietrwałych materiałów przy wykonywaniu rzeźb dla warunków plenerowych – głównie stali spawanej i drewna. Rzeźba Antoniego Hajdeckiego wykonana była ze stali spawanej i usytuowana nad stawem, praca autorstwa Stefana Borzęckiego, również wykonana ze stali spawanej, znajdowała się w centralnej części parku, z kolei autorstwa Jana Sieka była wykonana z drewna rzeźba pt. Ikar.
Drugim zespołem wchodzącym w skład galerii rzeźb plenerowych jest kolekcja rzeźb autorstwa Romana Tarkowskiego. Rzeźbiarz ten 26 kwietnia 1998 roku zaoferował przekazanie miastu Kraków 14 wykonanych z betonu rzeźb. Zgodnie z opisem autora było to pięć rzeźb wykonanych w technice nazwanej przez autora określeniem szkło-beton: Ewa Kolorowa, Nie jestem sama, Ptaki (2 szt.), Ptak duży i Postać z ptakiem. Pięć rzeźb zostało wykonanych z betonu: Postać kobieca kompozycja, Lot, Lot mały i dwie rzeźby zatytułowane jako Ptak. Jedna rzeźba została wykonana w technice betonu patynowanego: Zagrożenie (5 figur). Wymienione zostały także rzeźby pod tytułami: Zafrasowanie, Zamyślenie i Kompozycja. Pismo Romana Tarkowskiego zostało jednocześnie skierowane do Wydziału Gospodarki Komunalnej Urzędu Miasta Krakowa, do Rady Dzielnicy V i do prezydenta miasta Krakowa Józefa Lassoty. Przedsięwzięcie to poparł Mieczysław Wątorek – artysta malarz, a także sąsiad Tarkowskiego z pobliskiej parkowi ulicy Chopina, ponadto w 1970 roku inicjator organizacji w Parku Krakowskim galerii rzeźby. Wątorek w latach 1993–1994 sprawował mandat radnego Dzielnicy V i był organizatorem Komitetu Opieki nad Parkiem Krakowskim. W związku z tą właśnie działalnością w 1996 roku Tarkowski zwrócił się do niego ze swoją inicjatywą. Koncepcja została zaopiniowana pozytywnie przez Wydział Gospodarki Komunalnej i Konserwacji Zabytków, a także poparta przez prof. Janusza Bogdanowskiego w 1998 roku i Miejskiego Konserwatora Zabytków dra Zbigniewa Beiersdorfa w dniu 9 kwietnia 1999 roku. Wydział Architektury referat ds. reklam i estetyki – plastyk miejski pozytywnie zaopiniował montaż 11 posągów. Po śmierci artysty w 1999 roku umieszczono rzeźby w parku zgodnie z uchwałą Rady Miasta Krakowa z dnia 27.01.1999 roku jako „Galerię Rzeźby Romana Tarkowskiego w Parku Krakowskim”. W 2005 roku ustawiono w parku dodatkowo rzeźbę Komedianci, również autorstwa Tarkowskiego.
Większość rzeźb w parku jest wykonanych z betonu, który zdobiono. Beton, przy wykonywaniu rzeźb plenerowych, zwykle zbrojono dla uzyskania stabilności konstrukcji. Część posągów wykonano z kamienia – piaskowca i marmuru, a także z metalu – aluminium spawanego. Szczególnie wartymi zaznaczenia są eksperymentalne techniki wykonywania rzeźb, stosowane przez Romana Tarkowskiego. Były to techniki mieszane, m.in. zdobienia betonu przy użyciu patynowania, a także z wykorzystaniem miału szklanego, opiłków i łusek. W ten sposób uzyskanym materiałom, rzeźbiarz nadawał swoje autorskie określenia: szkło-beton, opiłko-beton, łusko-beton patynowany. Przy okazji remontu parku, w latach 2017–2018 rzeźby odrestaurowano przywracając im pierwotną kolorystykę, części z nich zmieniono lokalizację, odnowiono również postumenty.

### Lista rzeźb plenerowych w parku
Kolejność rzeźb odpowiada ich rozmieszczeniu w parku z północy na południe.
| Zdjęcie | Nazwa                               | Czas powstania     | Autor                | Materiał/technika wykonania            |
| ------- | ----------------------------------- | ------------------ | -------------------- | -------------------------------------- |
|         | Ewa Kolorowa                        | 1958               | Roman Tarkowski      | szkło-beton                            |
|         | Dojrzewanie                         | 1967               | Wincenty Kućma       | wapień pińczowski                      |
|         | Nie jestem sama                     | II połowa XX wieku | Roman Tarkowski      | szkło-beton                            |
|         | Para (Zakochana para)               | lata 70. XX wieku  | Tadeusz Szpunar      | biały beton                            |
|         | Frasobliwy                          | II połowa XX wieku | Roman Tarkowski      | opiłko-beton                           |
|         | Zamyślenie                          | II połowa XX wieku | Roman Tarkowski      | szkło-beton                            |
|         | Bez tytułu                          | 1967               | Stanisław Plęskowski | beton                                  |
|         | Kompozycja                          | II połowa XX wieku | Roman Tarkowski      | łusko-beton, opiłko-beton              |
|         | Destruktura III                     | 1967               | Bogusław Gabryś      | wapień pińczowski                      |
|         | Zafrasowanie                        | II połowa XX wieku | Roman Tarkowski      | opiłko-beton                           |
|         | Ptak                                | II połowa XX wieku | Roman Tarkowski      | szkło-beton                            |
|         | Pocałunek                           | 1967               | Tadeusz Mazurek      | piaskowiec                             |
|         | Światowid                           | lata 70. XX wieku  | Tadeusz Mazurek      | marmur „Biała Marianna”                |
|         | Ptak Duży                           | II połowa XX wieku | Roman Tarkowski      | szkło-beton, opiłko-beton              |
|         | Tytuł nieznany – forma abstrakcyjna | lata 70. XX wieku  | autor nieznany       | wapień pińczowski częściowo patynowany |
|         | Rzeźba bez tytułu                   | 1967               | Józef Sękowski       | wapień pińczowski, stal                |
|         | Postać kobieca, Miria II            | II połowa XX wieku | Roman Tarkowski      | szkło-beton                            |
|         | Architektura Orła Białego           | 1967               | Krzysztof Kędzierski | blacha aluminiowa spawana              |
|         | Komedianci                          | 1969               | Roman Tarkowski      | beton                                  |

## Galeria

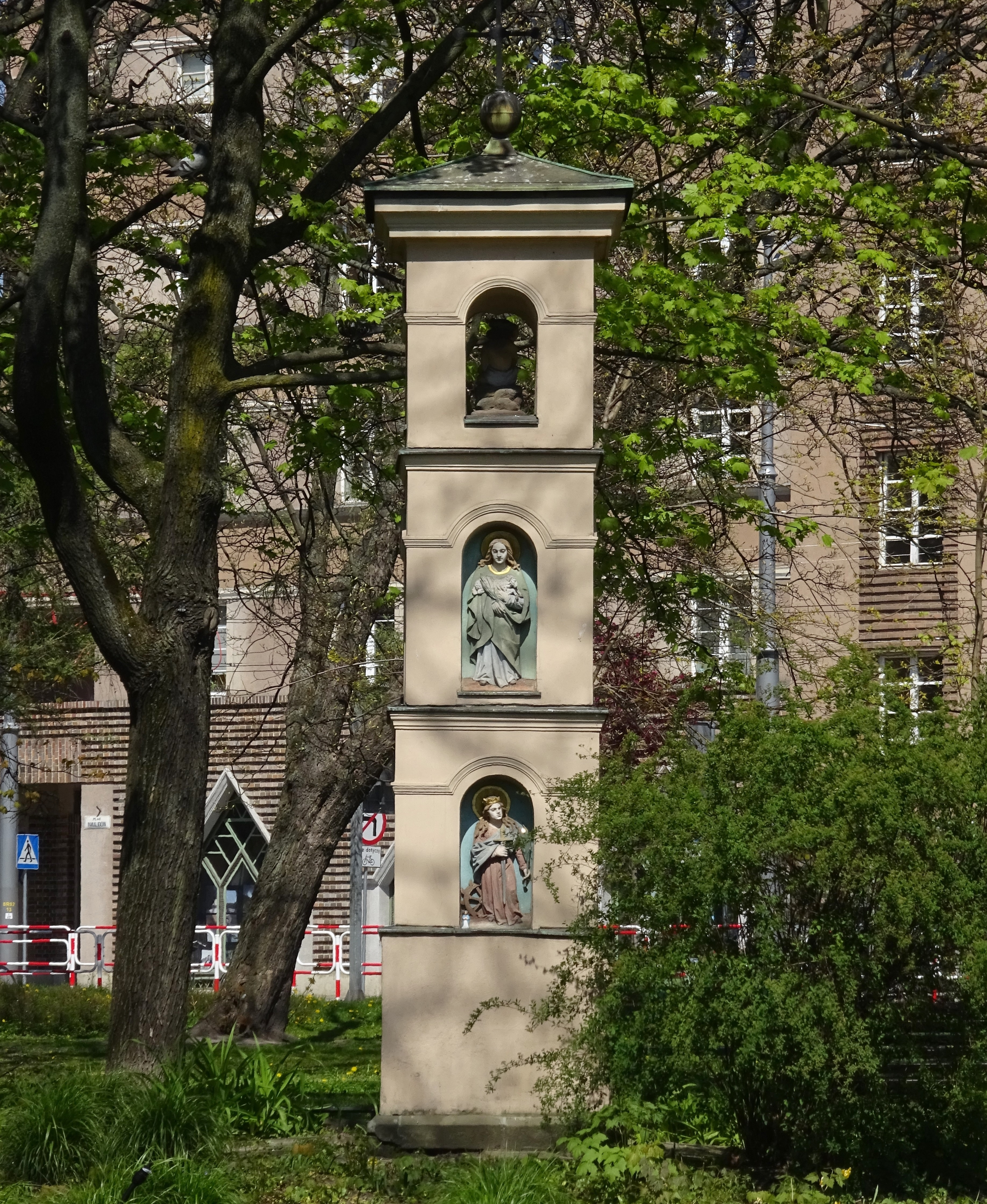
Kapliczka, widok od południa
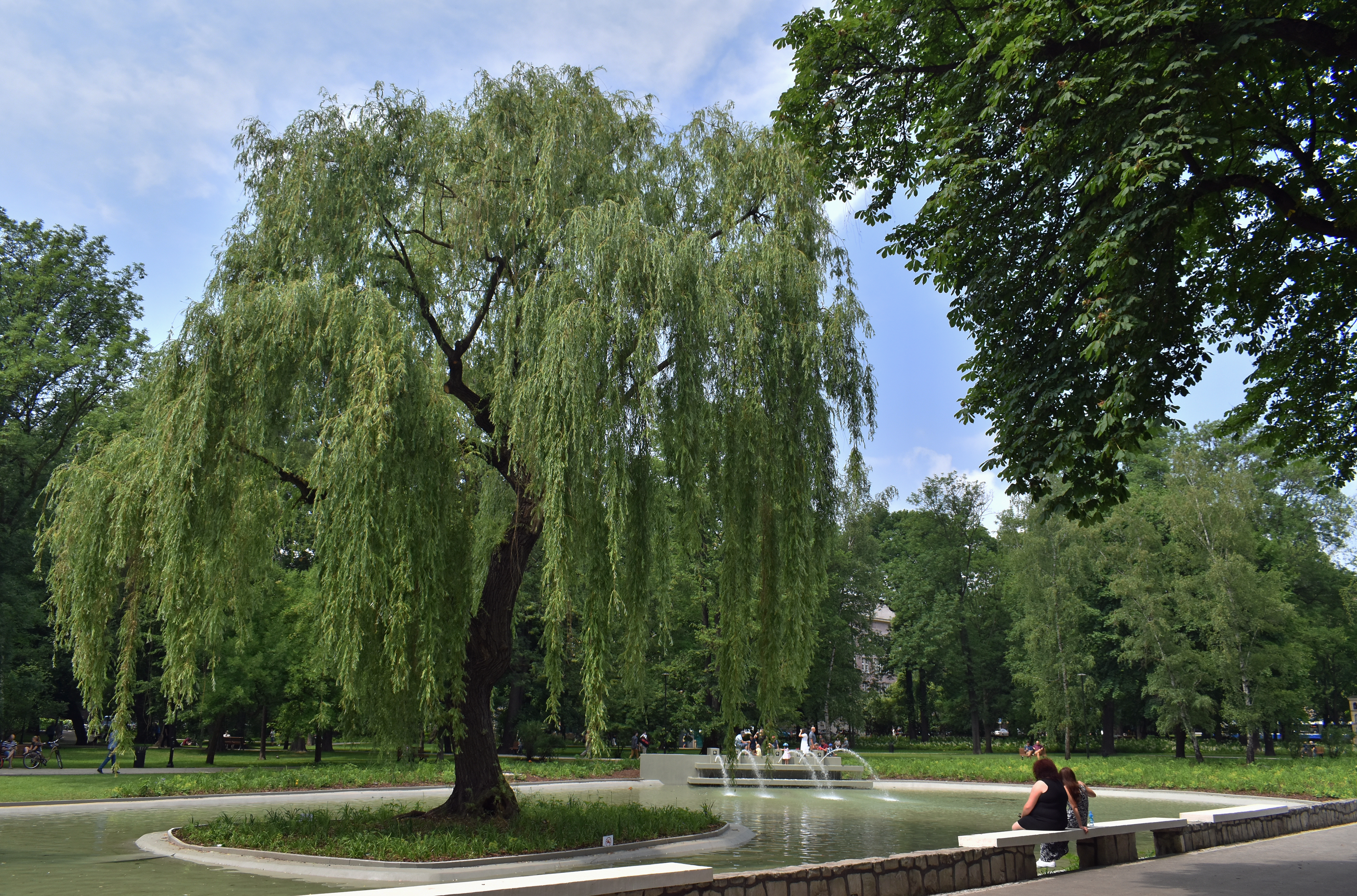
Staw
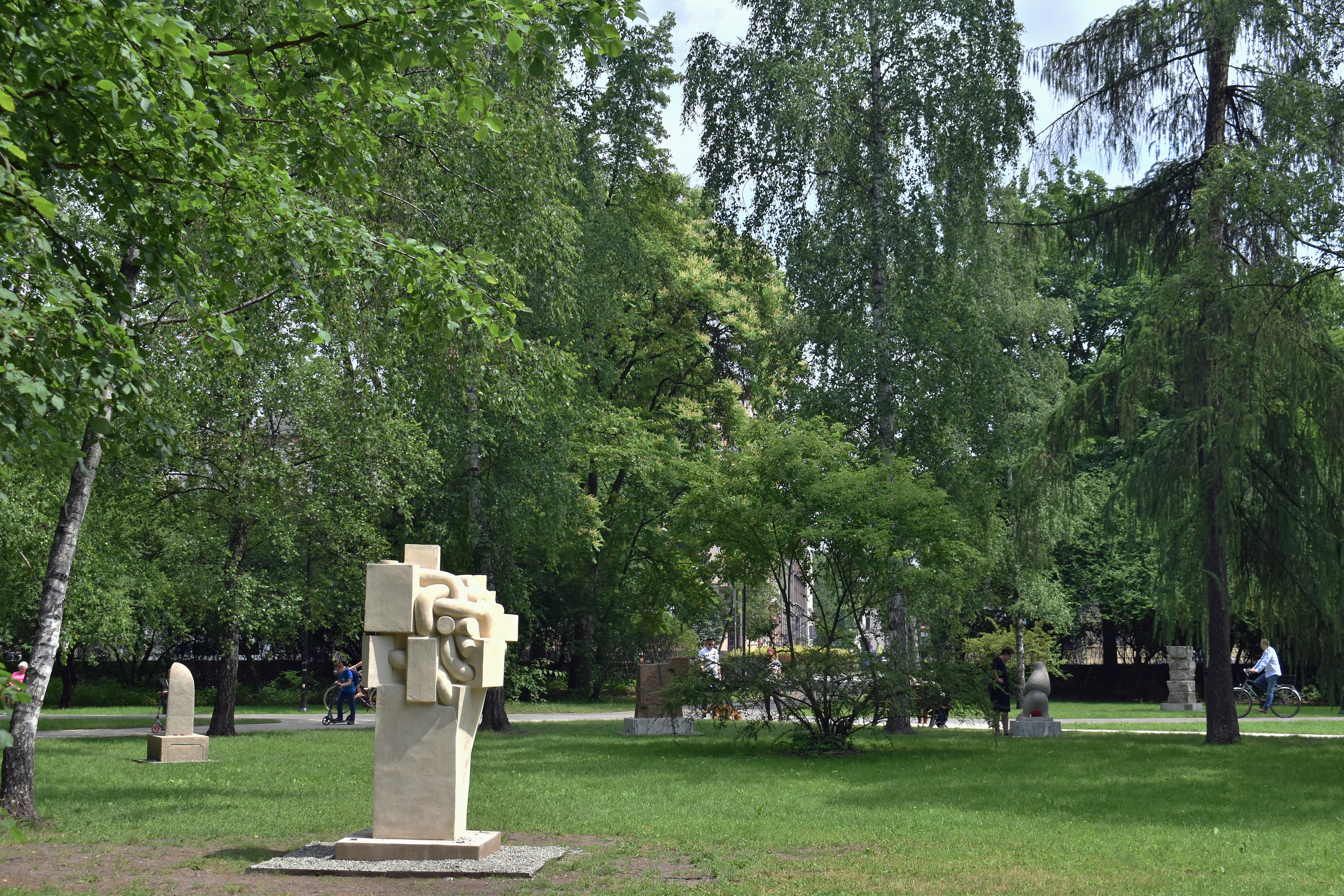
Rzeźby
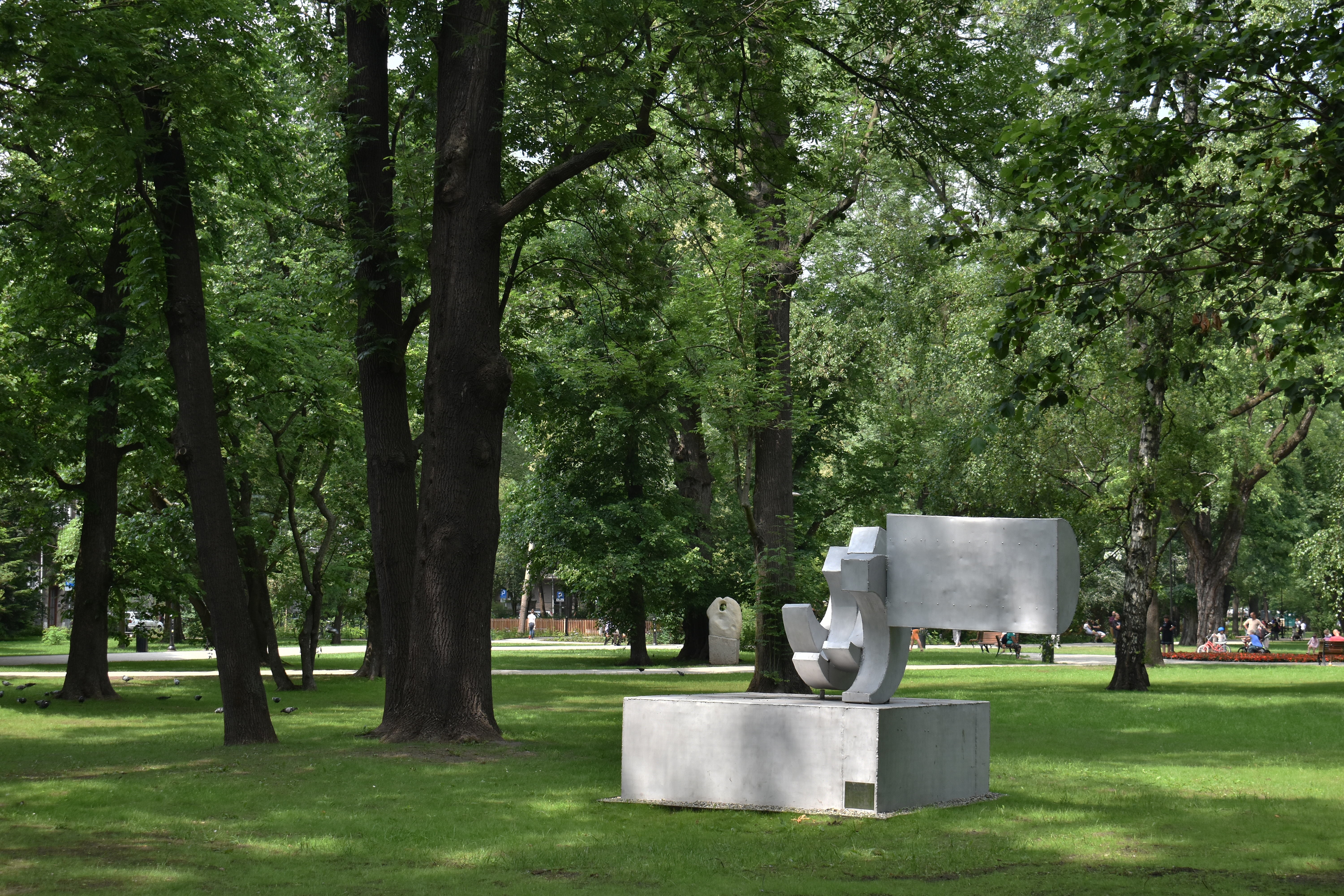
Rzeźba
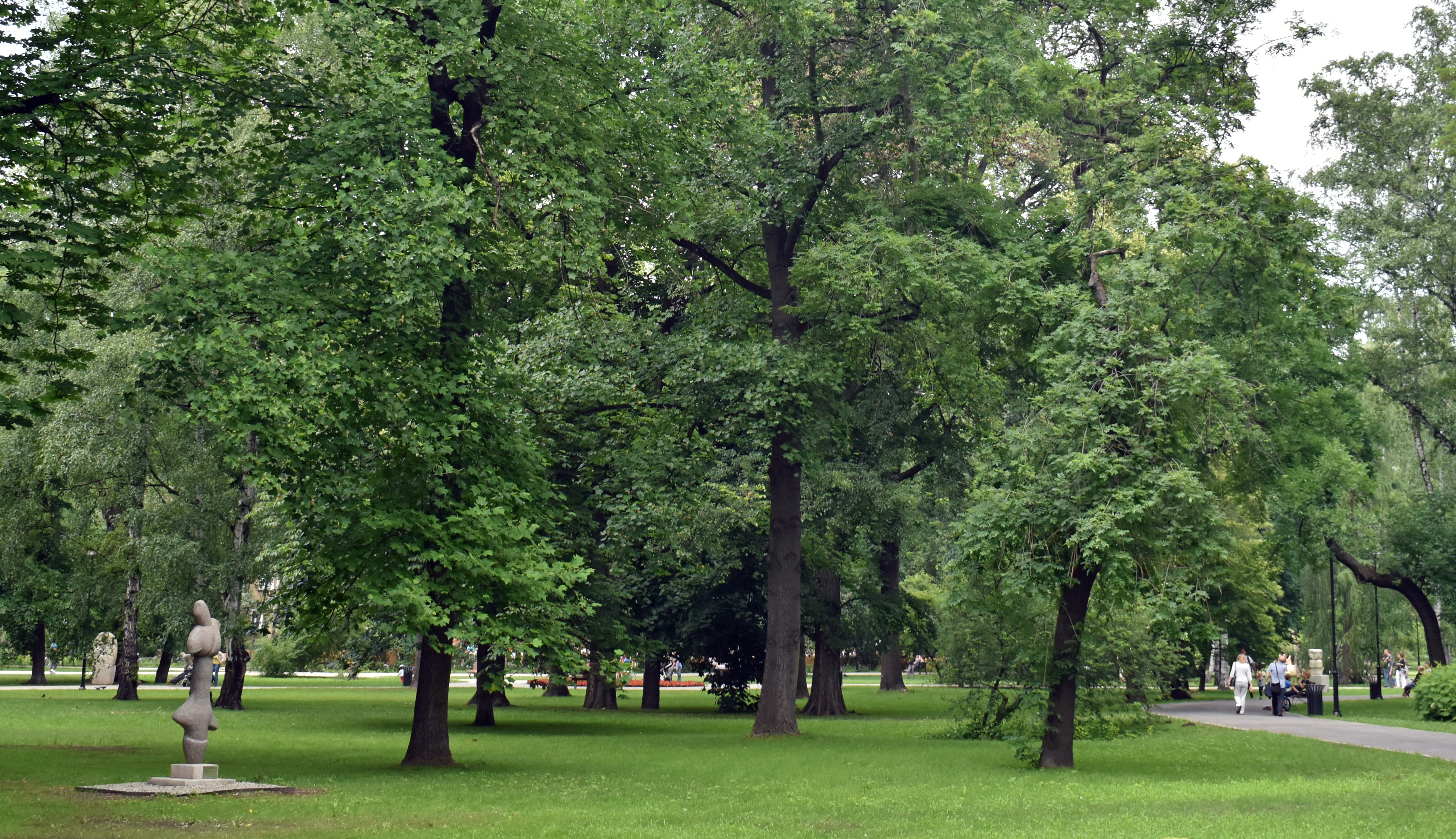
Ogólny widok
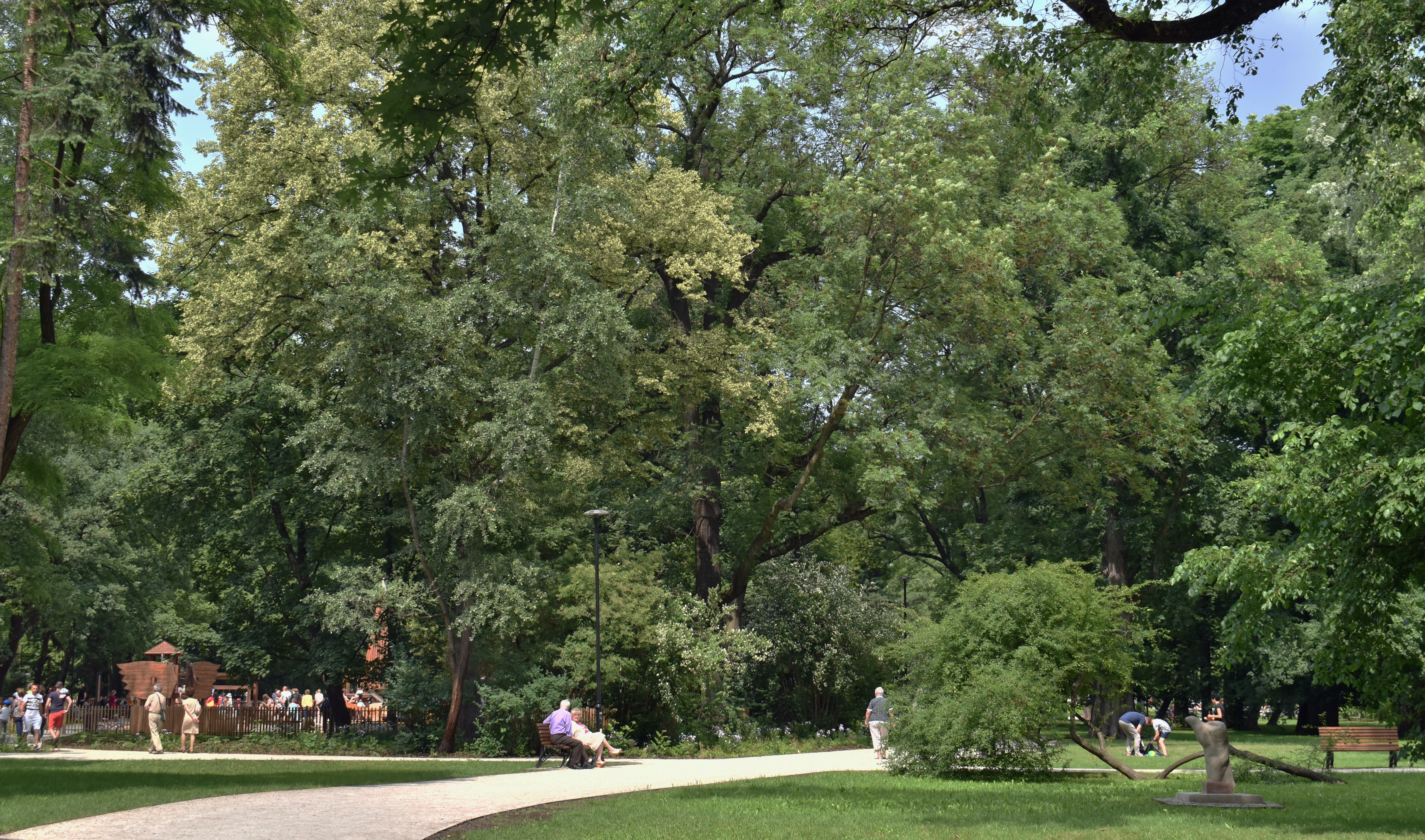
Ogólny widok
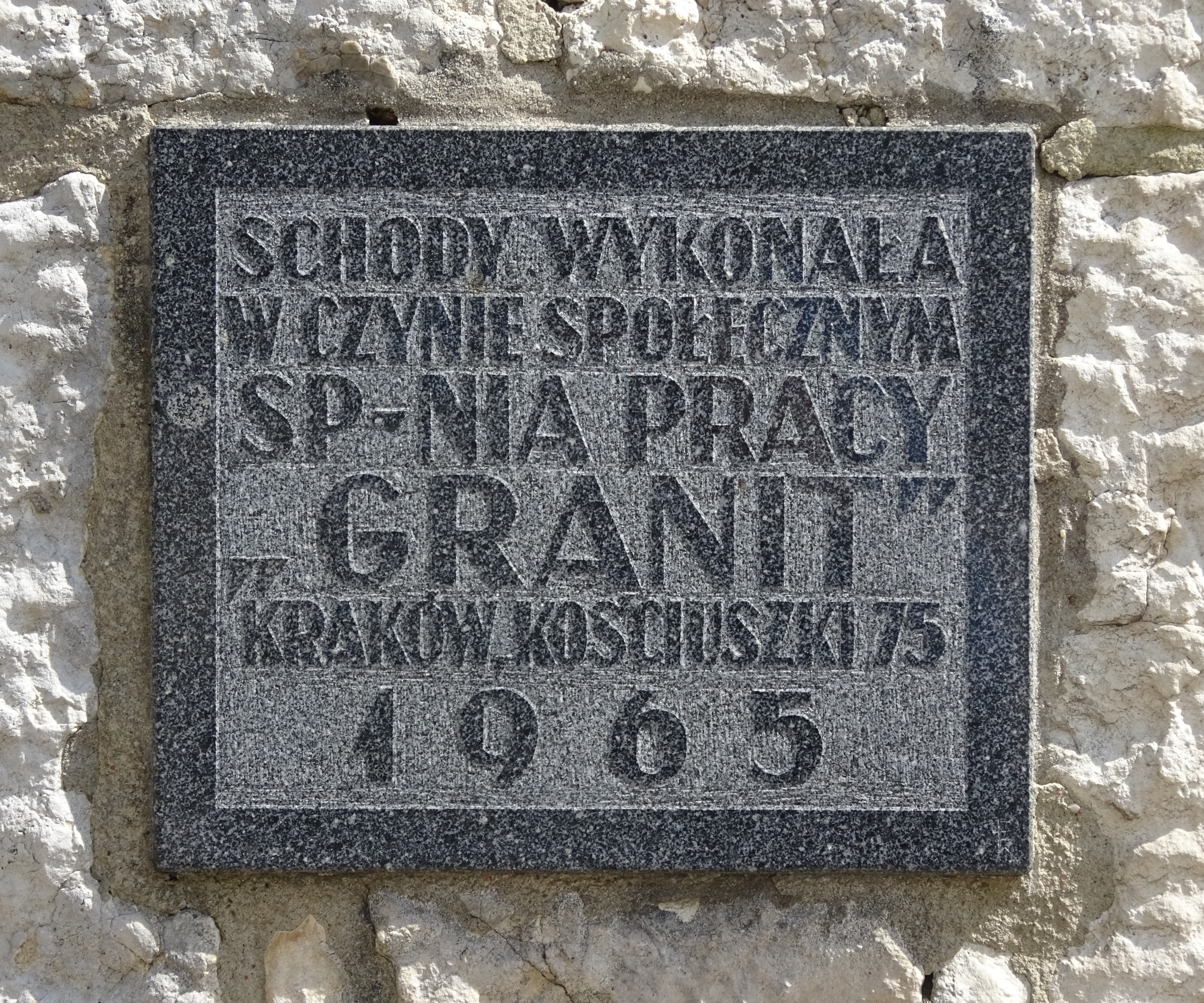
Tabliczka przy schodach wejściowych od strony Placu Inwalidów